# ボラリス
ボラリス (Volaris) は、メキシコシティのアルバロ・オブレゴン区サンタ・フェに本拠地を置く、格安航空会社である。メキシコシティ国際空港をハブ空港として、メキシコ全土やアメリカ西海岸へと運航している。
メキシコ国内ではアエロメヒコに次ぐ第二の規模を持ち、市場シェアは42%を誇っている。子会社にボラリス・コスタリカ、ボラリス・エルサルバドルを持つ。

## 歴史
- 2005年8月に設立された。世界最大のスペイン語メディアグループであるテレビサや、中米最大手の航空会社TACA航空、また、世界トップクラスの大富豪・カルロス・スリムの保険会社インバルサなど、複数の大手企業から出資を受けている。
- 2006年3月13日、トルーカ-ティフアナ間で営業運航を開始した。
- 2008年11月、米国の格安航空会社サウスウエスト航空とのコードシェア提携開始を発表した。
- 2009年4月、サウスウエスト航空のハブ空港に接続するために、トルーカ、グアダラハラ発着のロサンゼルス、オークランド線を開設した。
- 2010年9月、経営破綻したアエロカリフォルニア航空とメキシカーナ航空の路線を引き継ぎ、メキシコシティ国際空港への運航を開始した。2010年以前は、発着枠が少なく使用料が増大するとの理由でメキシコシティ国際空港へは乗り入れていなかった。
- 2011年3月、トルーカのハブ機能をグアダラハラに移転すると発表した。
- 2012年6月、VClubと呼ばれるマイレージプログラムを開始した[2]。
- 2012年6月、電子決済サービスのPayPalと提携し、ウェブサイト上で直接、航空券販売を開始した。
- 2012年9月、ドイツの航空会社コンドル航空とのコードシェア提携を発表した[3]。
- 2013年2月、サウスウエスト航空とのコードシェア提携を停止した。なお、サウスウエスト航空は、エアトラン航空と新たに提携してメキシコ市場に注力することとなった[4][5]。
- 2016年3月に子会社ボラリス コスタリカの設立を発表[6][7]。ボラリス コスタリカは、コスタリカの首都サンホセのフアン・サンタマリア国際空港を拠点に、2016年11月に営業を開始した[8]。
- 2016年9月、北米の航空会社として初めて、エアバスA320neoの運航を開始した[9]。
- 2018年1月、米国の低価格航空会社フロンティア航空とのコードシェア契約を発表した。
- 2022年の時点で、COVID-19のパンデミックにより欠航したフライトの払い戻しに関して、複数の集団訴訟に直面している[10]。
- 2023年6月20日、パリ航空ショーにおいて、エアバスA321neo型機25機を発注した。

## サービス

### 機内サービス

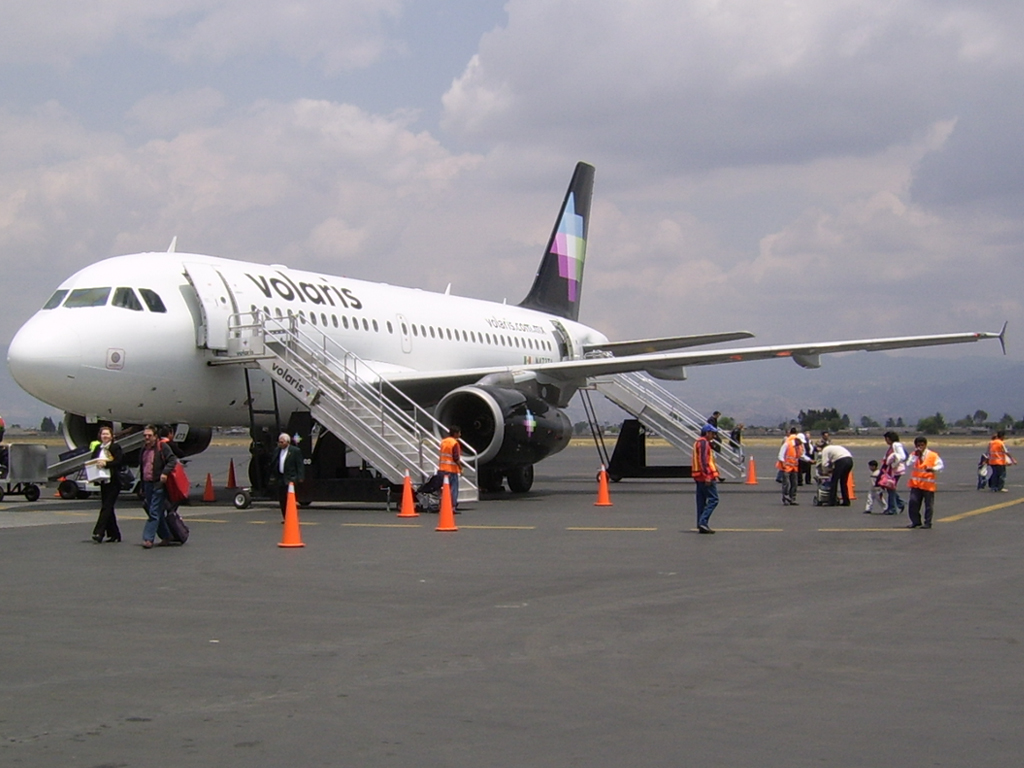
トルーカ空港に到着したボラリスのエアバスA319型機

他の格安航空会社と同様に、機内での食事や飲料は追加料金で提供する。飲食物のほか、枕、毛布、ボラリスブランドの商品なども機内で販売している。機内誌「V de Volaris」も提供される。以前、エアバス機では機内エンターテインメントサービスを提供していたが、2019年までに、サービス提供を中止した。
なお、以前はメキシコシティからトルーカ国際空港までの無料シャトルバスサービスを提供していたが、現在は有料となっている。

### マイレージサービス
VClubというマイレージプログラムを提供している。コードシェア提携しているフロンティア航空に登場した場合も、マイレージポイントを獲得できる。スピリット航空の「$9 Fare Club」のような、VPassというサブスクリプション価格を設定している。

## 就航都市
| 国             | 都市                     | 空港                                               | 備考 |
| -------------- | ------------------------ | -------------------------------------------------- | ---- |
| メキシコ       | メキシコシティ           | メキシコ・シティ国際空港                           |      |
| メキシコ       | メキシコシティ           | フェリペ・アンヘレス国際空港                       |      |
| メキシコ       | チワワ                   | チワワ国際空港                                     |      |
| メキシコ       | エルモシージョ           | エルモシージョ国際空港                             |      |
| メキシコ       | メヒカリ                 | メヒカリ国際空港                                   |      |
| メキシコ       | サン・ホセ・デル・カボ   | ロス・カボス国際空港                               |      |
| メキシコ       | モンテレイ               | モンテレイ国際空港                                 |      |
| メキシコ       | ティファナ               | ヘネラル・アベラルド・L・ロドリゲス国際空港        |      |
| メキシコ       | マサトラン               | マサトラン国際空港                                 |      |
| メキシコ       | グアダラハラ             | ドン・ミゲル・イダルゴ・イ・コスティージャ国際空港 |      |
| メキシコ       | カンクン                 | カンクン国際空港                                   |      |
| メキシコ       | アグアスカリエンテス     | アグアスカリエンテス国際空港                       |      |
| メキシコ       | モレリア                 | へネラル・フランシスコ・J・ムヒカ国際空港          |      |
| メキシコ       | トゥストラ・グティエレス | アンヘル・アルビノ・コルソ国際空港                 |      |
| メキシコ       | シウダー・フアレス       | シウダー・フアレス国際空港                         |      |
| メキシコ       | ケレタロ                 | ケレタロ国際空港                                   |      |
| メキシコ       | オアハカ                 | オアハカ国際空港                                   |      |
| メキシコ       | クリアカン               | クリアカン国際空港                                 |      |
| メキシコ       | テピク                   | テピク国際空港                                     |      |
| アメリカ合衆国 | ロサンゼルス             | ロサンゼルス国際空港                               |      |
| ペルー         | リマ                     | ホルヘ・チャベス国際空港                           |      |

## 提携
2009年には、アメリカの格安航空会社であるサウスウエスト航空とのコードシェア便の運航を開始したが、2013年2月、サウスウエスト航空がエアトラン航空を買収することを決定したため、コードシェアを停止した。
2018年1月、アメリカの格安航空会社であるフロンティア航空とのコードシェア契約を発表した。

## 使用機材
すべてエアバス製である。座席はエコノミークラスのみ設定されている。
| 機種             | 保有数 | 発注数 | 座席数 |  |
| ---------------- | ------ | ------ | ------ |  |
| エアバスA319-100 | 1      |        | 144    |  |
| エアバスA320-200 | 44     |        | 174    |  |
| エアバスA320-200 | 44     | 179    |        |  |
| エアバスA320-200 | 44     | 180    |        |  |
| エアバスA320neo  | 55     | 20     | 186    |  |
| エアバスA321-200 | 10     |        | 220    |  |
| エアバスA321neo  | 34     | 106    | 230    |  |
| エアバスA321neo  | 34     | 106    | 239    |  |
| 合計             | 145    | 126    |        |  |